# نكاح البدل
نكاح البدل او الشغار :هو من أنواع الزواج التي كانت منتشرة قديما في الجاهلية حتى مجئ الإسلام الذي حرمها أن يزوج الرجل ابنته أو أخته أو غيرهما ممن له الولاية عليه على أن يزوجه الآخر ابنته أو أخته ونحو ذلك و هذا العقد على هذا الوجه فاسد ، سواء ذكر فيه مهر أم لا

..